# Epelis carbonarius
Epelis carbonarius là một loài bướm đêm trong họ Geometridae.